# Josephine Brunsvik

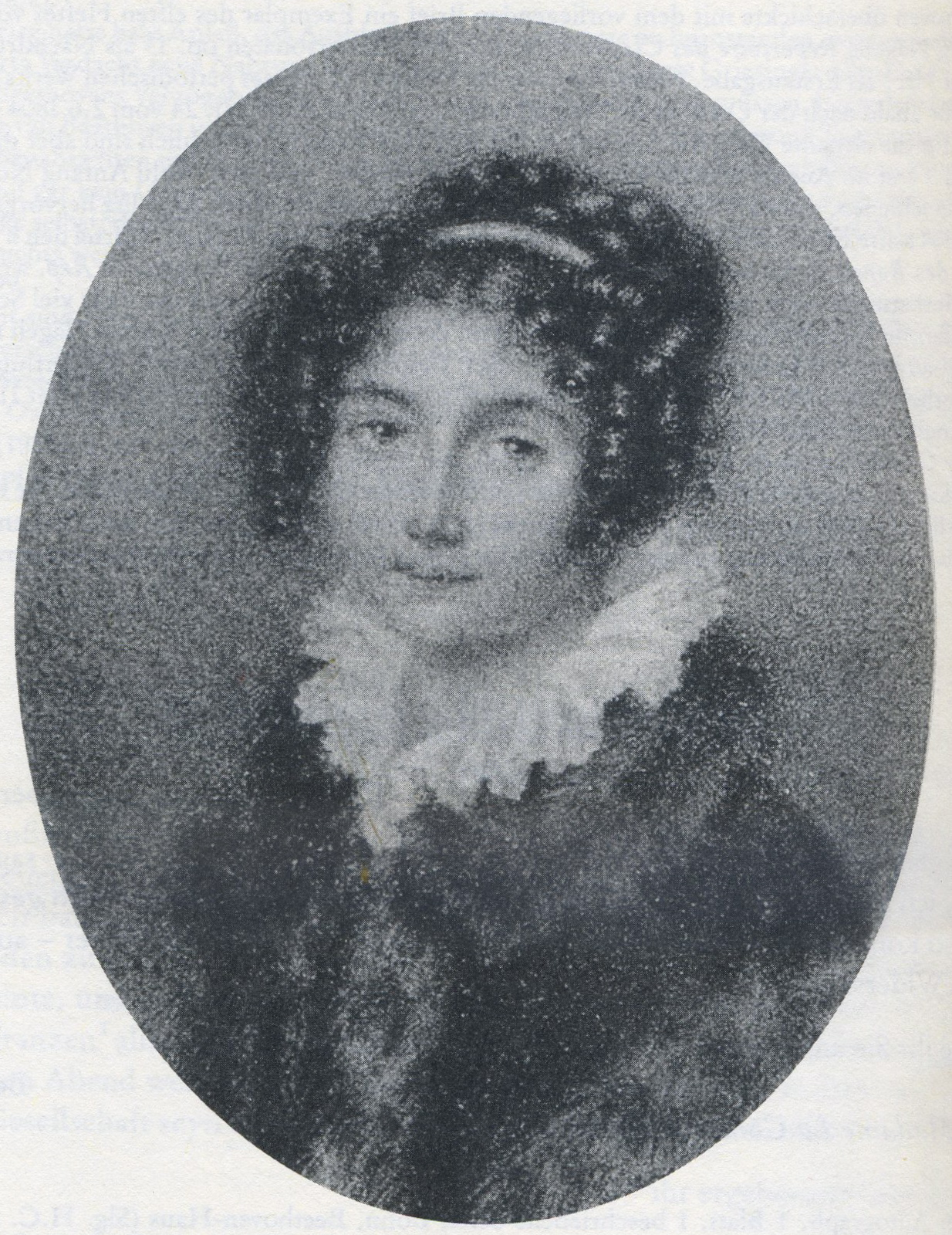
Josephine Brunszvik, miniatura desenhada a lápis, antes de 1804.

Josephine Brunsvik ou Condessa Jozefina Brunszvik de Korompa (em húngaro:  Brunszvik Jozefina; Preßburg, 28 de março de 1779 - Viena, 31 de março de 1821) foi provavelmente a mulher mais importante na vida de Ludwig van Beethoven, conforme documentado por pelo menos 15 cartas de amor que ele escreveu para ela, nas quais a chamava de sua "única amada", sendo "eternamente devotada" a ela e "fiel para sempre". Vários musicólogos consideram-na a mais provável destinatária da misteriosa "Carta a Amada Imortal".

## Juventude e primeiro casamento
Josephine Countess von Brunsvik nasceu em 28 de março de 1779 em Preßburg (atual Bratislava, Eslováquia), então parte do Reino da Hungria. Seu pai Anton morreu em 1792, deixando sua esposa Anna (née von Seeberg) com quatro filhos pequenos; os outros três foram Therese (1775-1861), o primogênito, Franz (1777-1849), o único filho e único herdeiro, e Charlotte (1782-1843). Os Brunsviks viviam em um magnífico castelo em Martonvásár, perto de Budapeste ; a família também tinha um castelo em Korompa (Dolna Krupa na Eslováquia).
As crianças cresceram desfrutando da educação de professores particulares, estudando línguas e literatura clássica; todos os quatro se revelaram músicos talentosos: Franz tornou-se um violoncelista ilustre, as meninas se destacaram no piano - acima de tudo, Josephine. Eles admiravam especialmente a música de Ludwig van Beethoven, que durante a década de 1790 havia se estabelecido como um famoso pianista na capital austríaca, Viena.
Em maio de 1799, Anna levou Therese e Josephine a Viena para pedir a Beethoven que desse aulas de piano para suas filhas. Beethoven mais tarde admitiu que teve que suprimir seu amor por Josephine, e ela se sentiu "entusiasmada" por ele. No entanto, foi ao muito mais velho Joseph Count Deym (nascido em 1752) que ela foi dada em casamento - sua mãe precisava de um genro rico de igual posição social. Após algumas dificuldades iniciais (principalmente financeiras), os Deyms desenvolveram um relacionamento razoavelmente feliz, e Beethoven, continuando como professor de piano de Josephine, era um visitante regular. Josephine deu à luz três filhos em rápida sucessão e estava grávida do quarto, quando o conde Deym morreu repentinamente de pneumonia em janeiro de 1804.

## Viuvez
Beethoven continuou a ver a jovem viúva com frequência (com muita frequência, como a irmã Charlotte logo observou) e escreveu-lhe cartas de amor cada vez mais apaixonadas (das quais 15 sobreviveram, embora não publicadas antes de 1957).
Josephine respondeu na mesma moeda (nenhuma de suas cartas reais sobreviveu, mas apenas alguns rascunhos que ela guardou), mas estava obviamente interessada em manter o romance em segredo. Em março / abril de 1805, Beethoven fez um grande esforço para explicar a Josephine que não havia necessidade de se preocupar depois que seu patrono, o príncipe Lichnowsky, descobriu o autógrafo da canção "An die Hoffnung" [To Hope] com a dedicação secreta a Josephine em A mesa de Beethoven (publicada posteriormente sem dedicatória). Beethoven compôs não apenas esta canção (Op. 32), mas também a peça para piano intensamente lírica Andante favori WoO 57, uma declaração musical de amor, especialmente para Josephine (que alguns pensaram ter sido o movimento do meio original para a tempestuosa Sonata de Waldstein Op. 53, descartado por sua sensualidade para uma introdução austera e introspectiva ao rondo finale conclusivo).
A família Brunsvik aumentou a pressão para terminar o relacionamento. Ela não podia pensar em se casar com Beethoven, um plebeu, pela simples razão de que teria perdido a guarda de seus filhos aristocráticos caso assim fizesse.
Perto do final de 1807, Josephine começou a ceder à pressão de sua família e se retirou do convívio de Beethoven; ela não estava em casa quando ele veio vê-la. Mais tarde, isso foi mal interpretado como um "esfriamento" de seu amor.

## Segundo casamento

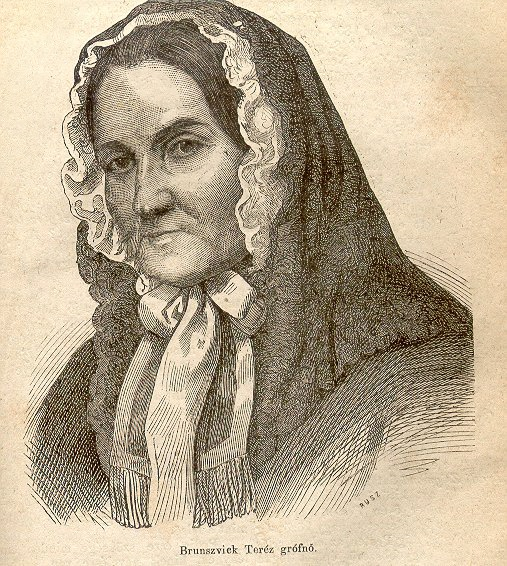
Therese Brunszvik, irmã mais velha de Josephine.

Em 1808, Therese juntou-se à irmã em uma longa viagem que os levou a Yverdon-les-Bains, na Suíça, onde conheceram o famoso educador Pestalozzi, para encontrar um professor para os dois filhos em idade escolar de Josephine. O homem recomendado a eles foi o barão da Estônia Christoph von Stackelberg (1777-1841), que se juntou a eles em sua viagem de volta à Áustria, via Genebra, sul da França e Itália. Durante o inverno de 1808/9, eles cruzaram os Alpes e Josephine adoeceu gravemente várias vezes. De notas posteriores no diário de Therese e uma carta de Stackelberg em 1815, parece que Josephine estava muito fraca para resistir aos seus avanços amorosos - com o resultado de que ela estava grávida quando as duas irmãs voltaram, com Stackelberg, para Hungria no verão de 1809.
Stackelberg, como um estranho de posição inferior e não um católico, foi imediatamente rejeitado pelos Brunsviks preocupados com o status. O primeiro filho de Josephine com Stackelberg, Maria Laura, nasceu em segredo (dezembro de 1809). Anna von Brunsvik, mãe de Josephine, muito relutantemente deu seu consentimento por escrito para o casamento, não apenas para dar ao bebê um pai, mas também porque Stackelberg ameaçou interromper a educação dos filhos Deym de outra forma. O casamento ocorreu sem convidados em fevereiro de 1810 em Esztergom (Gran), uma cidade húngara.
O segundo casamento de Josephine foi infeliz desde o primeiro dia e só piorou. Após o nascimento de uma segunda filha, Teófilo (exatamente nove meses após o casamento), ela adoeceu novamente e, em 1811, Josephine decidiu não dormir mais com Stackelberg. O casal também teve fortes divergências sobre os métodos de educação. Mas a gota d'água, na verdade a principal razão para o colapso irreversível, foi a compra fracassada de uma propriedade cara em Witschapp, Morávia, que Stackelberg não conseguiu financiar, e isso resultou em sua ruína financeira completa.

## 1812
Depois de muitos processos judiciais perdidos, disputas estressantes e argumentos que deixaram Josephine em um estado de espírito desesperado, Stackelberg a deixou (provavelmente em junho de 1812, supostamente devido a um ímpeto religioso repentino, para encontrar consolo na oração e na contemplação piedosa). Isso não ajudou Josephine, que precisava de dinheiro com urgência e, de qualquer modo, estava angustiada e sofrendo.
De acordo com as anotações de seu diário em junho de 1812, Josephine claramente pretendia ir a Praga. Nesse estágio, porém, os diários dela e de sua irmã Teresa terminam abruptamente e não continuam até cerca de dois meses depois.
Enquanto isso, Beethoven viajou para Teplitz (Teplice) via Praga, onde, em 3 de julho de 1812, ele deve ter conhecido uma mulher que posteriormente chamou de sua "Amada Imortal" em uma carta escrita em 6/7 de julho (que ele guardou para si mesmo).
A principal preocupação de Josephine era manter a custódia de seus quatro filhos com Deym, e ela conseguiu encontrar um novo modus vivendi com seu ex-marido em agosto de 1812. O ponto principal deste novo contrato de casamento era que Stackelberg tinha por escrito que ele poderia deixá-la a qualquer momento - o que ele fez posteriormente quando uma filha, Minona, nasceu em 8 de abril de 1813 (é possível que ele suspeitasse que ela não poderia ter sido seu filho).

## Separação
Em 1814, Stackelberg apareceu novamente para pegar "seus" filhos (incluindo Minona). Josephine se recusou, então ele chamou a polícia para remover as três crianças à força. No entanto, como se viu, Stackelberg não levou as crianças para sua casa na Estônia - em vez disso, ele voltou a viajar pelo mundo, tendo-as jogado na casa de um diácono na Boêmia.
Josephine, sozinha e cada vez mais doente, "contratou o duvidoso professor de matemática Andrian [Karl Eduard von Andrehan-Werburg]. Ela gradualmente caiu sob seu feitiço carismático, engravidando e dando à luz Emilie, em 16 de setembro de 1815, escondida em um cabana". Enquanto isso, Stackelberg havia recebido uma herança (um irmão havia morrido) e veio a Viena, em abril de 1815, para buscar Josephine. Estando grávida e devido ao relacionamento há muito rompido irreparavelmente, ela não se interessou. Stackelberg reagiu escrevendo uma longa carta indicando o quanto ele a "desprezava", e também foi à polícia para caluniá-la: um relatório policial em 30 de junho de 1815 sobre a "reputação" de Josephine foi possivelmente baseado no relatório de Stackelberg de um alegado incidente incestuoso entre seus filhos.
Josephine então expulsou Andrian, que assumiu o controle de sua filha ilegítima e a criou sozinha (ela morreu dois anos depois de sarampo). Mas, como se esta série de incidentes traumáticos não fosse suficiente, mais desgosto a seguir: Dechant Franz Leyer em Trautenau escreveu a ela em 29 de dezembro de 1815, alegando que ele tinha suas três filhas em sua custódia, mas Stackelberg desde então parou de enviar algum dinheiro. Josephine e Therese - animadas por ouvir falar delas novamente depois de quase dois anos - juntaram todo o dinheiro que puderam e enviaram para Leyer, que logo depois sugeriu que levassem os filhos para a casa de sua mãe, onde pertenciam, visto que seu pai tinha desaparecido. O destino quis que, justo quando Josephine tinha certeza de que finalmente veria seus filhos novamente, o irmão de Christoph von Stackelberg, Otto, apareceu em Trautenau para levá-los embora.
Há evidências  que Josephine e Beethoven estiveram em Baden no verão de 1816, onde provavelmente se encontraram, e até parece que eles o planejaram: Josephine havia solicitado um passaporte para viajar para o spa alemão de Bad Pyrmont, mas não foi lá afinal. Curiosamente, em agosto de 1816, Beethoven fez uma anotação em seu Diário: "não para P - t, mas com P. - discuta a melhor maneira de organizá-lo".

## Morte
A vida de Josephine terminou em agonia e miséria crescentes: os quatro filhos Deym, agora adolescentes, seguiram seus próprios caminhos (os meninos se juntaram ao exército, para o horror de sua mãe acamada), as três filhas do casamento com Stackelberg se foram, a irmã Therese se retirou, o irmão Franz parou de enviar dinheiro, assim como a mãe Anna, que escreveu uma carta a Josephine dizendo que era tudo culpa dela.
A condessa Josephine von Brunsvik morreu em 31 de março de 1821, aos 42 anos. Durante este ano, Beethoven compôs suas últimas Sonatas para Piano nº 31 (Op. 110) e nº 32 (Op. 111), consideradas por muitos musicólogos como claramente como requiems, com reminiscências discerníveis ao "Tema de Josephine", o Andante favori, que por sua vez foi discernido para cantar repetidamente Jo-seph-ine.